# Golondrina (яхта)
Яхта «Голондри́на» (с исп. — «Ласточка») (до 1921 — тральщик M 105 Рейхсмарине, после 1921 — тральщик M-10 ВМФ Аргентины, после 1925 — президентская яхта «Голондрина») — аргентинская яхта, перестроенная из морского тральщика типа Minensuchboot 1916. Построена в Германии, куплена Аргентиной в 1922 году.

## История строительства
Корабль заложен в 1917 году на немецкой судоверфи Reiherstiegwerft в Гамбурге. Спущен на воду 6 июля 1918 года, вступил в строй 10 октября того же года. В 1922 году продан Аргентине под названием Mecha, где был введён в состав аргентинского флота как минный тральщик (исп. Barreminas) M-10. В 1925 году перестроен в президентскую яхту (исп. Yate presidencial) Golondrina.

## Конструкция и служба
Хотя официально числилась в списках ВМС, фактически была гражданским судном. В военное время могло использоваться для нужд флота. Официально числилась во флоте патрульным кораблём, где имела бортовой номер A-10 (A — Aviso). 8 октября 1955 года яхта была исключена из состава флота и 20 августа 1958 года продана на слом.